# Federación Santafesina de Fútbol
La Federación Santafesina de Fútbol (FSF) es el ente rector del fútbol en la provincia de Santa Fe, Argentina. Es la institución encargada de organizar y regular las competencias provinciales oficiales tanto en la rama masculina como femenina, incluyendo la Copa Santa Fe y la Copa Federación. Está integrada por las 19 ligas regionales del territorio santafesino, en las que participan alrededor de 400 clubes.
Fue fundada el 1 de diciembre de 1978 y se encuentra afiliada al Consejo Federal de la Asociación del Fútbol Argentino.

## Ligas regionales afiliadas
| Liga                                    | Localidad                |
| --------------------------------------- | ------------------------ |
| Asociación Rosarina de Fútbol           | Rosario                  |
| Liga Cañadense de Fútbol                | Cañada de Gómez          |
| Liga Casildense de Fútbol               | Casilda                  |
| Liga de Fútbol Regional del Sud         | Villa Constitución       |
| Liga Departamental de Fútbol San Martín | San Jorge                |
| Liga Deportiva del Sur                  | Alcorta                  |
| Liga Esperancina de Fútbol              | Esperanza                |
| Liga Galvense de Fútbol                 | Gálvez                   |
| Liga Interprovincial de Fútbol          | Chañar Ladeado           |
| Liga Ocampense de Fútbol                | Villa Ocampo             |
| Liga Rafaelina de Fútbol                | Rafaela                  |
| Liga Reconquistense de Fútbol           | Reconquista              |
| Liga Regional Ceresina de Fútbol        | Ceres                    |
| Liga Regional Paivense de Fútbol        | Laguna Paiva             |
| Liga Regional Sanlorencina de Fútbol    | San Lorenzo              |
| Liga Regional Totorense de Fútbol       | Totoras                  |
| Liga Santafesina de Fútbol              | Santa Fe de la Vera Cruz |
| Liga Venadense de Fútbol                | Venado Tuerto            |
| Liga Verense de Fútbol                  | Vera                     |

## Competiciones organizadas
|                                      | Torneo                                                     | Última edición                | Campeón vigente                     |
| ------------------------------------ | ---------------------------------------------------------- | ----------------------------- | ----------------------------------- |
| Competiciones provinciales absolutas |                                                            |                               |                                     |
|                                      | Copa Santa Fe                                              | Copa Santa Fe 2024            | Juventud (Esperanza)                |
|                                      | Copa Santa Fe Femenina                                     | Copa Santa Fe Femenina 2024   | Unión (Santa Fe)                    |
|                                      | Copa Federación                                            | Copa Federación 2025          | Centenario (San José de la Esquina) |
|                                      | Copa Federación Femenina                                   | Copa Federación Femenina 2024 | Náutico El Quillá                   |
| Competiciones provinciales juveniles |                                                            |                               |                                     |
|                                      | Torneo Provincial de Selecciones de Ligas Sub-15           |                               |                                     |
|                                      | Torneo Provincial de Selecciones Femeninas de Ligas Sub-14 |                               |                                     |
|                                      | Torneo Provincial de Selecciones de Ligas Sub-13           |                               |                                     |
|                                      | Torneo Provincial de Selecciones de Ligas Sub-12           |                               |                                     |